# Discografia de Nicky Jam
O cantor americano  [[Nicky Jam]] lançou três álbuns de estúdio, uma mixtape, quarenta e quatro singles (incluindo vinte como artista em destaque) e seis singles promocionais.

## Álbuns== == Álbuns

### Álbuns de estúdio
| Título                                                                            | Álbum de estúdio                                                                                   | Posição | Posição  | Posição | Posição | Posição | Posição | Posição | Posição | Posição | Posição  | Vendas        | Certificações                                                                        |
| Título                                                                            | Álbum de estúdio                                                                                   | ARG     | BEL (FL) | FRA     | GER     | ITA     | MEX     | SPA     | SWI     | US      | US Latin | Vendas        | Certificações                                                                        |
| --------------------------------------------------------------------------------- | -------------------------------------------------------------------------------------------------- | ------- | -------- | ------- | ------- | ------- | ------- | ------- | ------- | ------- | -------- | ------------- | ------------------------------------------------------------------------------------ |
| Greatest Hits                                                                     | - Lançado: 7 de agosto de 2012 - Gravadora: Sony Music Colombia - Formato(s): CD, download digital | —       | —        | —       | —       | —       | —       | —       | —       | —       | —        |               | - ASINCOL: Ouro                                                                      |
| Fenix                                                                             | - Lançado: 30 de outubro de 2015 - Gravadora: Sony Latin - Formato(s): CD, download digital        | 8       | —        | —       | —       | —       | 2       | 2       | —       | —       | 1        | - EUA: 27,000 | - ASINCOL: Diamante - AMPROFON: 3× Platina - IFPI CHI: 2× Platina - RIAA: 2× Platina |
| F.A.M.E.                                                                          | - Lançado: 18 de maio de 2018 - Gravadora: Sony Latin - Formato(s): CD, download digital           | 6       | 88       | 111     | 74      | 16      | 10      | 6       | 12      | 37      | 1        | - EUA: 10,000 | - AMPROFON: 2× Platina                                                               |
| 11:11                                                                             | - Lançado: 17 de maio de 2019 - Gravadora: Sony Latin - Formato(s): CD, download digital           | 7       | 100      | 68      | 77      | 20      | 9       | 6       | 6       | 30      | 1        | —             | —                                                                                    |
| "-" denota uma gravação que não foi plotada ou não foi liberada nesse território. | |         |          |         |         |         |         |         |         |         |          |               |                                                                                      |

### Mixtapes
| Título            | Mixtape                                                                                            |
| ----------------- | -------------------------------------------------------------------------------------------------- |
| PB.DB The Mixtape | - Lançado: 13 de janeiro de 2015 - Gravadora: Sony Music Colombia - Formatos: CD, download digital |